# Fulgencio Batista
Fulgencio Batista y Zaldivar (Banes, 16 januari 1901 – Marbella, 6 augustus 1973) was een Cubaanse president annex dictator.
Hij was president van Cuba van 1940 tot 1944 en van 1952 tot 1959. Op 1 januari 1959 kwam een einde aan zijn schrikbewind door de revolutionaire beweging van Fidel Castro.

## Vroege jeugd
Rubén Fulgencio Batista Zaldívar werd op 16 januari 1901 geboren in Banes, een kleine plaats in de provincie Holguín. Zijn vader Belisario Batista Dario en moeder Carmela Zaldívar Gonzalez kregen na hem nog drie zonen, Juan, Hermelindo en Francisco. Hij groeide op in armoede, zijn vader werkte als rietsnijder op een suikerrietplantage en in de stille periode verdiende hij bij met een kleine handel in bananen. Fulgencio heeft maar een paar jaar op een lagere school gezeten, toen hij acht jaar was ging hij al mee met zijn vader om het magere familie-inkomen aan te vullen. Hij volgde nog lessen op een avondschool en werd een enthousiast lezer. Hij had een sterke band met zijn moeder, zij overleed toen hij 15 of 16 jaar oud was.

## In het leger
Korte tijd later ging hij het huis uit en kreeg diverse baantjes bij boeren en ook de spoorwegen. Dit laatste gaf hem de kans meer van Cuba te zien. In april 1921 nam hij dienst in het Cubaanse leger mede vanwege de financiële zekerheid van een vast salaris. Hij werd gelegerd in Havana. Het leger bood de mogelijkheid om verder te leren, eerst probeerde hij een rechtenstudie maar al snel koos hij ervoor om stenografist te worden. Het leger was zeer corrupt en telde toen zo'n 11.000 soldaten en 720 officieren met een strikte scheiding tussen beide groepen. Vanaf mei 1924 maakte hij een jaar lang deel uit van de beveiliging van de boerderij van president Alfredo Zayas. Zayas was vaak afwezig en er was verder niet veel te doen. Batista doodde de tijd met het lezen van boeken uit de bibliotheek van de president. Op 10 juli 1926 trouwde hij Elisa Godínez, hij had haar ontmoet terwijl hij op de boerderij van Zayas dienst had. In augustus 1928 werd hij bevorderd tot sergeant.

## De Opstand der Sergeanten
Het bewind van president Machado (r. 1925-33) was uitgelopen in een dictatuur. In de laatste jaren was er veel geweld en tegenstanders werden opgepakt en geëxecuteerd. Batista was bij sommige verhoren aanwezig als notulist. In 1931 was hij in contact gekomen met ABC, een geheim revolutionair gezelschap met leden uit de middenklasse en rijke professionals, die het regime van Machado wilde omverwerpen. De rol van Batista was bescheiden, hij gaf door wat tijdens de verhoren en in de rechtszaal was gezegd. In 1933 arriveerde een nieuwe Amerikaanse ambassadeur, Sumner Welles, in Cuba en met zijn komst nam de druk op Machado fors toe. Op 12 augustus 1933 trad hij af en werd een dag later opgevolgd door Céspedes. De politie en het leger, en dan vooral de officieren, hadden altijd Machado gesteund en daarmee het vertrouwen van het volk verloren.
Batista en een kleine groep sergeanten, die later de naam kreeg van La Junta de los Ocho, kwamen bij elkaar. Ze wilden hervormingen doorvoeren in het leger die de positie van de officieren zou verzwakken. Door de benoeming van een oud kolonel, Armando Montes, als legerleider nam de kans van succesvolle hervormingen fors af. La Junta verhoogde de ambitie en streefde naar militaire leiderschap. In het hele land werden op kazernes bijeenkomsten georganiseerd en Batista werd meer en meer als leider geaccepteerd. Met ABC en andere politieke organisaties hield hij ook contact. Op 4 september schreven ze een manifest over een nieuw landsbestuur, waaronder ook Batista, als enige militair, zijn handtekening zette. Hij kreeg hierbij de titel Sargento Jefe Revolucionario de Todas las Fuerzas Armadas de la República. Op 5 september confronteerden zij Céspedes waarop hij aftrad. Een pentarchie nam de macht over.
Batista was geen lid van de pentarchie, maar hij werd wel gezien als de militaire leider. Op 5 september gaf hij een speech vanaf het balkon van presidentieel paleis en gaf de zuivering van het leger, met name onder de officieren, topprioriteit.  De officieren waren furieus, maar gesprekken met het pentarchie leidde tot niets. Om een doorbraak te forceren werd Batista bevorderd tot kolonel en andere sergeanten die actief hadden meegedaan kregen ook promotie. De pentarchie bleek onwerkbaar en Batista stemde in met Grau San Martin, een intellectueel, tot president. De pentarchie had minder dan een week gefunctioneerd. 
Zo'n 400 officieren namen hun intrek in Hotel Nacional om plannen te maken om Batista af te zetten. In de vroege ochtend van 2 oktober viel het leger de officieren in het hotel aan. De eerste aanval werd afgeslagen, waarop artillerie werd aangevoerd en het hotel intensief met granaten beschoten. Rond 4 uur in de middag gaven zij zich over en was het verzet van de officieren gebroken.
Na een half jaar, op 14 januari 1934, liet hij San Martin aftreden en stelde Carlos Mendieta aan als president. Zo bestuurde Batista Cuba 10 jaar zonder echt op de voorgrond te treden. Hij benoemde achtereenvolgens: Mendieta (1934-1935), Barnet (1935-1936), Gomez (1936) en Brú (1936-1940). Batista had een goede relatie met de welgestelde Amerikanen en een goede zakelijke verhouding met Meyer Lansky, een maffiabaas. Behalve deze goede relaties had hij natuurlijk ook vijanden, zoals Antonio Guiteras, stichter van de studentenorganisatie Joven Cuba. Deze werd in 1935 neergeschoten door regeringstroepen. Vele anderen verdwenen zonder sporen na te laten.

## President Batista
Door zijn grote politieke invloed kan Batista als dictator worden omschreven, maar wel een gematigde. Onder zijn leiderschap had het leger meer geld gekregen. In 1936 begon hij meer interesse te tonen voor de gebrekkige sociale omstandigheden op het platteland, waarbij zijn jeugdervaring een rol heeft gespeeld. Het leger ging scholen oprichten en militairen werden onderwijzer. In juni 1937 volgde een breder plan dat gedurende drie jaar ten uitvoer zou worden gebracht. In de realiteit gebeurde er weinig, het voorstel om land te geven aan landloze boeren werd, vanwege economische problemen door de lage suikerprijs, mondjesmaat uitgevoerd. Batista kreeg de aspiratie om zelf president van Cuba te worden. Op 6 december 1939 ging hij met vervoegd pensioen om zich voor de verkiezingen voor te bereiden.
In juli 1940 werd hij voor de eerste keer zelf als president verkozen. Met dit in het vooruitzicht verschoof hij zijn politieke opstelling naar links waarbij hij hervormingen ten gunste van de Communistische partij en van de vakbonden voorstelde. Zo werd hij met grote steun van het volk verkozen. Hoewel zijn politiek gebaseerd was op een nieuwe grondwet, werd deze niet tot uitvoering gebracht. Hierdoor verloor hij de verkiezingen in 1944 en won Grau San Martin, die in 1948 erin slaagde het bewind over te dragen op zijn geestverwant Carlos Prío Socarrás. Batista slaagde er wel in een plaatsje te bemachtigen in de Cubaanse senaat. In 1951 stelde hij zich weer kandidaat maar de peilingen toonden duidelijk aan dat hij impopulair was bij het Cubaanse volk.

## Een tweede staatsgreep
Op 10 maart 1952 pleegde Batista opnieuw een staatsgreep, deze keer tegen Socarras. De staatsgreep vond plaats 3 maanden voor de verkiezingen, die hij zou verliezen, en ongeveer 20 jaar na zijn eerste staatsgreep. Voor die verkiezingen had zich een jonge advocaat, Fidel Castro, opgegeven, weliswaar niet voor de presidentsverkiezing maar voor een andere functie. De regering-Batista werd door de VS goedgekeurd, kort hierop kondigde hij, hoewel hij trouw had beloofd aan de Cubaanse grondwet, aan dat sommige rechten tijdelijk ingetrokken zouden worden en verbood eveneens het recht op staken. Hij organiseerde Cuba zo dat hij grote nationale winsten maakte. Onder zijn bewind werd Havana een echte gokstad waar prostitutie hoogtij vierde en de georganiseerde misdaad, met name de Amerikaanse maffia, de dienst uitmaakte. Amerikaanse toeristen konden er de bloemetjes buiten komen zetten op manieren die thuis niet mogelijk waren.
De democratie verdween volledig en het duurde dan ook niet lang voor de eerste protesten van zich lieten horen: een groepje revolutionairen onder Fidel Castro viel de Moncadakazerne aan in Santiago. Maar de aanval mislukte en per dode soldaat werden er tien revolutionairen gedood, de tien voor één wet werd dit door het volk genoemd. Hierna profiteerde Batista weer zonder tegenstand van de staatsfinanciën.
Grote geldsommen liet hij door middel van een contract over aan de VS voor grote bouwprojecten. Door de onrust onder de Cubanen en de Amerikanen liet Batista in 1954 schijnverkiezingen houden, waarin hij de enige officiële kandidaat was. Hij werd dus verkozen, maar het volk eiste nieuwe en wettige verkiezingen. Batista was zo zeker van zijn macht dat hij op 15 mei 1955 Fidel Castro en zijn vrienden vrijliet. Enkele dagen later gingen de geruchten echter dat Batista's politie op zoek was naar Fidel en zijn makkers om ze te liquideren. Na dit gerucht verliet Castro Cuba en ging naar Mexico.
Het jaar 1955 verging Batista niet echt goed; er waren regelmatig studentenrellen en manifestaties tegen Batista. Deze rellen ging Batista's politie met harde hand tegemoet en er vielen regelmatig slachtoffers. Zo stierf op 10 december een geliefde studentenleider wat leidde tot grote protesten en 5 minuten stilte. Desalniettemin bleef Batista hardhandig regeren. Zelfs na de landing van de Granma (met Fidel Castro, Raúl Castro en Che Guevara), toen de revolutionaire ideeën steeds verder over Cuba begonnen uit te dijen.
Op 13 maart 1957 vond een mislukte aanslag plaats in het presidentieel paleis in Havana. Batista wist net op tijd via een geheime deur in zijn kantoor te ontkomen. In de trappenzaal bij de entree zijn de kogelinslagen in het marmer nog steeds te zien.
Batista organiseerde nogmaals verkiezingen, ditmaal om zijn aangewezen opvolger Andrés Rivero Agüero een schijn van legitimiteit te geven. Hij was het die Batista op 24 februari 1959 zou moeten opvolgen. Maar zover zou het niet komen. Het leger stond minder en minder achter Batista, en de steun van de VS liep op zijn eind. Tijdens de slag van Santa Clara in de laatste dagen van 1958, moesten zijn troepen het tegen Che Guevara afleggen. Op 1 januari 1959 verliet de dictator in het geheim Havana en vluchtte naar Ciudad Trujillo, de hoofdstad van de Dominicaanse Republiek. Na 25 jaar van corruptie en misdaad werd Cuba een communistische dictatuur onder Fidel Castro.
Batista leefde nog een lange tijd in ballingschap in Portugal en Madeira en stierf in 1973 in Spanje.

## Naslagwerken
- (en)  Edmund A. Chester A Sergeant Named Batista: Biography on President Fulgencio Batista (1954) ISBN 1982961562
- (en)  Frank Argote-Freyre Fulgencio Batista, Rutgers University Press (2006) ISBN 9780813537023

- Biblioteca Nacional de Chile: 000066422
- Biblioteca Nacional de España: XX1170095
- Bibliothèque nationale de France: cb101131534 (data)
- Catàleg d'autoritats de noms i títols de Catalunya: 981058620332406706
- CiNii: DA14728338
- Gemeinsame Normdatei: 118657550
- International Standard Name Identifier: 0000 0001 0879 1917
- Library of Congress Control Number: n50007891
- National Archives and Records Administration: 10580495
- Nationale Bibliotheek van Tsjechië: xx0122097
- Nationale bibliotheek van Australië: 35739459
- Nationale Bibliotheek van Israël: 987007462918805171
- Nationale Bibliotheek van Polen: a0000001787708
- Nederlandse Thesaurus van Auteursnamen: 168215659
- SNAC: w63v0hsw
- Système universitaire de documentation: 074177761
- Trove: 1065384
- Virtual International Authority File: 24590058
- WorldCat: E39PBJf8wMTwjpfCm3hYbBkCcP